# Lumbrineris bassi
Lumbrineris bassi är en ringmaskart som beskrevs av Hartman 1944. Lumbrineris bassi ingår i släktet Lumbrineris och familjen Lumbrineridae. Inga underarter finns listade i Catalogue of Life.